# Kanine Records
Kanine Records  es una compañía discográfica independiente estadounidense fundado en el 2002 por los hermanos Lio y Kay Kanine en el barrio de Williamsburg en Brooklyn, Nueva York. La portada de la discográfica es caracterizada por hacerle apología al perro.
La discográfica es conocida y también por su primer lanzamiento por el recopilatorio "NY: The Next Wave" en donde se encuentran 20 sencillos de grupos y músicos que emergian el año de la fundación de la discográfica.
La discográfica esta enfocada principalmente en los estilos del rock y el indie rock.

## Algunos artistas de la discográfica
- Beach Day
- Chairlift
- Eternal Summers
- Grizzly Bear
- Hockey Dad
- Splashh
- Surfer Blood
- The Pains of Being Pure at Heart
- Veps
- Weaves